# Сольдан, Август Леопольд
Август Леопольд Сольдан (швед. August Leopold Soldan; 8 декабря 1870, Гельсингфорс — 5 января 1942, Хельсинки) — финский живописец-пейзажист.

## Биография
Сын Августа Фридриха Сольдана, первого директора Финского монетного двора (1861—1885). Его сестра Венни Сольдан-Бруфельдт также была художником.
До 1894 года учился в Шведской школе. В 1895 году совершил учебную поездку в Стокгольм и Копенгаген.
В 1901—1902 годах обучался в столичной рисовальной школе Финского художественного объединения (ныне Академия изящных искусств).
Работал учителем рисования в Хельсинкской промышленной школе (1903—1904) и Народном университете в Порво.
Пейзажист. В 1913 году впервые экспонировал свои картины на художественной выставке.